# Leipomeles spilogastra
Leipomeles spilogastra är en getingart som beskrevs av Cameron 1912. Leipomeles spilogastra ingår i släktet Leipomeles och familjen getingar. Inga underarter finns listade i Catalogue of Life.